# Alpes de Lechtal
 Los Alpes de Lechtal (en alemán: Lechtaler Alpen) son una cadena montañosa en el oeste de Austria, y parte de la mayor gama de los Alpes de piedra caliza del norte. Llamados así por el río Lech que los drena hacia el norte en Alemania, los Alpes de Lechtal ocupan los estados austriacos de Tirol y Vorarlberg y son conocidos por su estructura rocosa diversa. 
Los picos más altos son, en orden descendente: 
- Parseierspitze,3040 m
- Dawinkopf,2970 m
- Südlicher Schwarzer Kopf, 2929 m
- Gatschkopf, 2947 m
- Bocksgartenspitze, 2939 m
- Holzgauer Wetterspitze, 2898 m
- Oberer Bocksgartenkopf, 2888
- Vorderseespitze, 2888
- Freispitze, 2887 m
- Eisenspitze, 2859 m

La cumbre más alta en la parte oriental de los Alpes de Lechtal es la prominente  Große Schlenkerspitze (2,827 m). 